# Seiya Motoki
Seiya Motoki (元木 聖也 Motoki Seiya?,  Tokio, Japón, 16 de octubre de 1993) es un actor y tarento japonés, afiliado a LesPros Entertainment. Anteriormente era conocido bajo el nombre artístico de Seiya (聖也?) hasta el 11 de diciembre de 2015, cuando pasó a utilizar su nombre completo.

## Biografía
Motoki nació el 16 de octubre de 1993 en la ciudad de Tokio, Japón. Sus habilidades son las acrobacias, tales como el parkour y el XMA (artes marciales extremas), además de la natación. También puede realizar numerosos saltos en el escenario. Su lema personal es "Kokorozashi Takaku" (aspiraciones altas). Motoki tiene una buena relación con su coprotagonista de los musicales de The Prince of Tennis, Ryōsuke Ikeoka, de quien fue compañero de clase en la escuela secundaria.
En 2013, interpretó el papel principal de Yuri Shibuya en la producción musical de Kyō Kara Maō!; retomó nuevamente el rol en 2015 con un nuevo musical titulado Kyō Kara Maō!: Maō Sai Kōrin. En 2016, Motoki fue reemplazado por el actor Seiya Konishi en un tercer musical de la franquicia.

## Filmografía

### Películas
| Año  | Título                                                         | Papel                        | Notas |
| ---- | -------------------------------------------------------------- | ---------------------------- | ----- |
| 2012 | Kirin no Tsubasa: Gekijōban Shinzanmono                        | Shota Kurosawa               |       |
| 2014 | Ao Oni                                                         | Hiroshi                      |       |
| 2018 | Kaitou Sentai Lupinranger VS Keisatsu Sentai Patranger en Film | Noel Takao/Lupin X/ Patren X |       |
| 2019 | Lupinranger Vs Patranger Vs Kyuranger                          | Noel Takao/Lupin X/ Patren X |       |

### Televisión
| Año  | Título                                                | Papel                        | Cadena   | Notas      |
| ---- | ----------------------------------------------------- | ---------------------------- | -------- | ---------- |
| 2012 | Kō Kō! Kyonshī Girl: Tokyo Denshidai Senki            | Ogasawara                    | TV Tokyo | Episodio 4 |
| 2013 | Sansuu Deka Zero                                      | Ken Hayami                   | NHK E    | Episodio 8 |
| 2014 | Tokyo Tokkyo Kyoka-kyoku                              | Kazuhiko Jinnai              | NHK E    | Episodio 4 |
| 2015 | Seishun Tantei Haruya: Otona no Aku o Yurusanai!      | Koji Takagi                  | YTV      | Episodio 2 |
| 2018 | Kaitō Sentai Lupinranger VS Keisatsu Sentai Patranger | Noel Takao/Lupin X/ Patren X | TV Asahi |            |

### Teatro
| Año  | Título                         | Papel                | Notas     |
| ---- | ------------------------------ | -------------------- | --------- |
| 2011 | Musical The Prince of Tennis 2 | Kiyosumi Sengoku     |           |
| 2012 | Peacemaker Kurogane            | Tetsunosuke Ichimura | Principal |
| 2012 | Butai Basara Dai 1-shō         | Hayato               |           |
| 2013 | Kyō Kara Maō!: Maō Tanjō-hen   | Yuri Shibuya         | Principal |
| 2013 | Tumbling Vol. 4                | Kensuke Domon        |           |
| 2014 | Butai Basara Dai 2-shō         |                      |           |
| 2015 | Kyō Kara Maō!: Maō Sai Kōrin   | Yuri Shibuya         | Principal |

### Shows de variedades
| Año  | Título          | Cadena         | Notas |
| ---- | --------------- | -------------- | ----- |
| 2013 | Otōsan to Issho | NHK BS Premium |       |

### Otros
| Título                                                         | Cadena   | Notas |
| -------------------------------------------------------------- | -------- | ----- |
| Kyūkyoku no Otoko wa Dareda? Saikyō Sports Danshi Chōjō Kessen | TBS      |       |
| Geinō-kai Tokugi-ō Kettei-sen Teppei 2013                      | Fuji TV  |       |
| Cream Quiz Miracle 9                                           | TV Asahi |       |